# Storstengrundet (Luleå)
Storstengrundet is een Zweeds zandbank behorend tot de Lule-archipel.  Het eiland ligt aan de noordwestzijde van Storbrändön. Het heeft geen oeververbinding en is onbebouwd.